# Lucas Horenbout

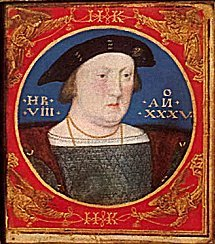
Portrait d'Henri VIII, 1525-1526, Cambridge, Fitzwilliam Museum.

Lucas Horenbout, souvent appelé Hornebolte, (Gand, vers 1490-1495 - Londres, 1544) est un artiste flamand.

## Biographie
Lucas Horenbout est le fils et l'élève de l'enlumineur ganto-brugeois Gerard Horenbout.
Il se rend en Angleterre dans les années 1520 et y travaille en tant que « Peintre du Roi » et miniaturiste à la cour d'Henri VIII de 1525 à sa mort. Son style s'apparente à la dernière phase de l'enluminure flamande, dans laquelle son père Gerard Horenbout a été une figure importante. Il est le fondateur de la tradition du portrait miniature, particulière à l'Angleterre.

## Œuvres
- Portrait d'Henri VIII, 1525-1526, Cambridge, Fitzwilliam Museum[2].
- Henri VIII, roi d'Angleterre, parchemin contrecollé sur carton, Diam. 56 cm, musée du Louvre, Paris[1]